# Mullagh
Mullagh (in irlandese: An Mullach)  che significa "in cima alla collina", è una cittadina nella contea di Cavan, in Irlanda.